# Wino z dzikiej róży

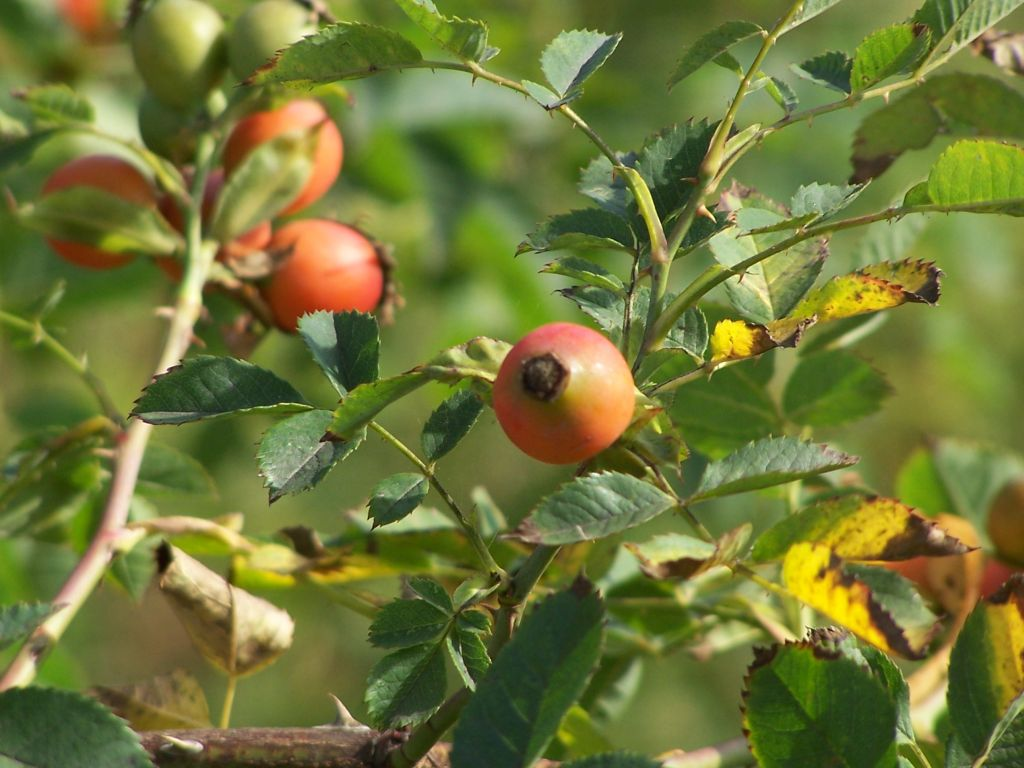
Owoce dzikiej róży

Wino z dzikiej róży – rodzaj wina owocowego produkowanego ze świeżych lub suszonych owoców dzikiej róży. Charakterystyczną cechą fermentacji wina z dzikiej róży, podobnie jak i win z głogu, tarniny i jarzębiny jest to, iż przeprowadza się ją w miazdze, tzn. poddaje się jej owoce zalane wodą i syropem cukrowym, inaczej niż w przypadku większości win owocowych, w których fermentacji poddaje się moszcz.
Zdaniem wielu ekspertów wino z dzikiej róży, jeśli jest właściwie przyrządzone i odleżałe dorównuje cenionym winom gronowym. Ich cechy smakowe i zapachowe upodabniają się do win południowych i węgierskich. Ich kolor waha się od jasno-żółtego po brązowy. Wino wyprodukowane z owoców suszonych ma odcień różowy bądź czerwony.
Do produkcji tego rodzaju wina wykorzystywane są owoce z usuniętymi resztkami kwiatostanu, często także bez pestek.  Usuwanie pestek wiąże się dużym nakładem pracy i z tego powodu często przeprowadza się fermentację całych owoców w ciągu kilku tygodni (do sześciu), po czym owoce się odcedza i fermentację prowadzi się dalej w samym płynie.